# Transcaucazia

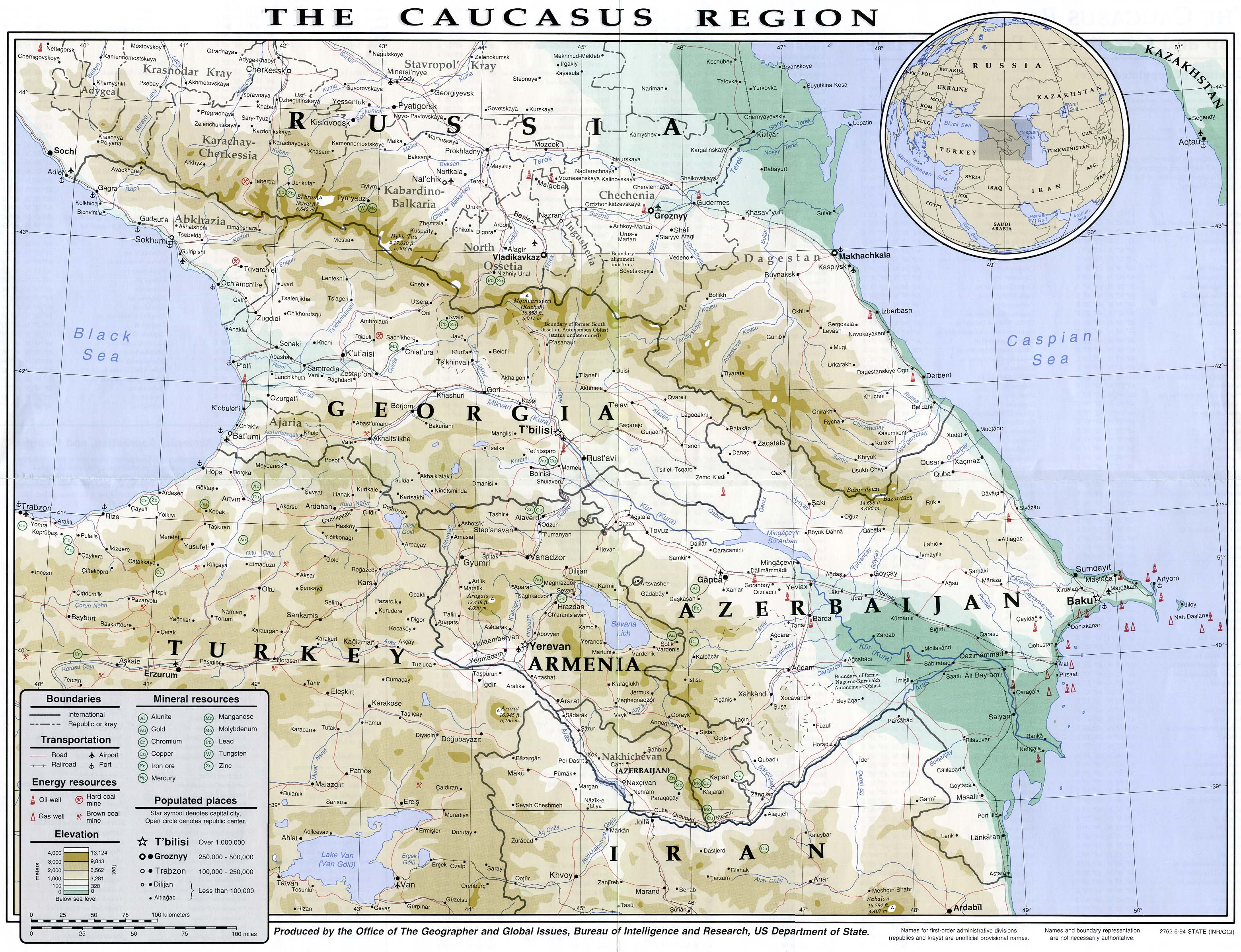
Harta regiunii Caucaz, 1994.

Transcaucazia (în rusă: Zakavkazie), este o regiune geopolitică situată la granița dintre Europa de Est și  Asia de Sud-Vest. Mai exact, regiunea e situată în partea de sud a Munților Caucaz, întinzându-se de la limita sudică a Rusiei până la Turcia, incluzând teritoriile țărilor Georgia, Azerbaidjan și Armenia. La nord, Transcaucazia are ca graniță naturală lanțul muntos Caucazul Mare (care o separă de Rusia), la sud - Turcia, respectiv Iranul, iar la est - Marea Caspică. 
Transcaucazia are o suprafață de 186.100 km² și o populație de 16.441.000 de locuitori.

## Granițele
Munții Caucaz se întind în direcția nord-vest – sud-est, fiind compuși din două lanțuri muntoase – Caucazul Mare la nord, și Caucazul Mic la sud. Valea dintre Caucazul Mare și cel Micul este împărțită de Munții Lihski, la vest, în graniță cu Marea Neagră, și de Kura-Araks, la est, limitrofă cu Marea Caspică.

## Populația
În Transcaucazia trăiesc peste 50 de popoare, un adevărat conglomerat, un melting pot, dar grupurile etnice cele mai importante sunt azerii, armenii și georgienii. 
Majoritatea azerilor sunt musulmani șiiți și vorbesc o limbă turcică, destul de apropiată de limba turcă modernă, iar armenii sunt creștini ortodocși de rit vechi (gregorieni) sau catolici și vorbesc o limbă ce aparține unei ramuri a grupului limbilor indoeuropene. Georgienii (gruzinii), în mare parte sunt creștini ortodocși, care vorbesc o limbă aparținând grupului subcaucazian al limbilor familiei caucaziene. Existența mai multor limbi, o parte a cărora ar fi mai degrabă graiuri, vorbite de un număr foarte restrâns de oameni, este ilustrată și de afirmațiile Plinului Bătrân. El spunea că romanii care s-au dus în acea zonă pentru afaceri, au fost nevoiți să apeleze la 80 de tălmaci. 
Pornind de la această diversitate lingvistică, geografii arabi au botezat întreg Caucazul cu numele de Jabal al-Alsine, adică Muntele Limbilor. Limbile Caucazului aparțin a patru diferite familii: caucaziană (sau paleocaucaziană), indo-europeană, turcică și semitică. 

### Paleocaucazieni
Grupurile caucaziene se împart în două ramuri nordice și într-o ramură sudică. Sudicii, care cuprind georgienii, înrudiți cu migrelienii și lazii, precum și cu svanii, au creat națiunea gruzină, care trăiește în Transcaucazia vestică (lazii trăiesc pe un teritoriu turc). Ambele grupuri nordice, minore, cuprind multe popoare, printre cele mai mari numărându-se kabardienii, așezați de-a lungul bazinelor Guban, respectiv Terekul superior, și vainahii (cecenii, ingușii și bații), aflați în centrul Marelui Caucaz. 

### Indo-europeni
Din popoarele indoeuropene, predecesorii armenilor au venit în Transcaucazia prin Anatolia, pe la începutul primului mileniu î.e.n. 
Un al doilea grup indo-european vechi este reprezentat de osetini, care s-au așezat pe partea centrală a Marelui Caucaz. Ei reprezintă rămășițele nomazilor iranieni estici care au cutreierat sudul stepelor ruse din secolul al VII-lea î.e.n. până în secolul al IV-lea al erei noastre (când au fost înlăturați de către huni) și au fost cunoscuți succesiv sub denumirile de sciți, sarmați și alani. 
Grupurile slave reprezintă mai mult de o treime din totalul populației Caucazului. Ele trăiesc în partea nordică și sunt compuse în principal din ruși și ucraineni. 
În sfârșit, mai sunt și alte grupuri, cum ar fi kurzii, talișii, tații, grecii și țiganii, toate împrăștiate în diferite zone ale Caucazului.

### Turcici
Printre popoarele turcice, este cel azer, la sud-est, și turcici kipceak (kumâk, nogai, karaciai și balkar), la nord. 

### Semitici
Singurele popoare semitice din Caucaz sunt asirienii, care au fugit înspre teritoriile ruse, fiind prigoniți de turci la sfârșitul Primului Război Mondial. Asirienii trăiesc în principal în orașe.
Mai sunt, ca peste tot, și evreii juhuro, urmașii celor care au reușit să-i mozaizeze pe celebrii barbari, khazarii, cei care reușiseră să oprească ofensiva arabă din timpul efervescenței islamice.

## Economia
Economia tradițională a popoarelor din Caucaz este bazată pe agricultură, creșterea bovinelor și ovinelor, precum și practicarea meșteșugurilor. Cele mai cultivate cereale sunt meiul, orzul, grâul și porumbul. Producerea vinurilor este foarte dezvoltată în Transcaucazia, mai ales în Georgia. 
În privința meșteșugurilor în general și al țesutului chilimurilor și covoarelor în special, sunt renumite țări ca Azerbaidjanul și Daghestanul. 
În zonele muntoase lipsite de pomi, casele satelor sunt construite din piatră pe pantele munților. În vestul caucazian, regăsim ferme individuale, încercuite cu garduri, iar casele sunt făcute din lemn sau din lut amestecat cu nuiele. În Transcaucazia centrală și de est, casele sunt prevăzute cu un fel de cupolă pregătită din stâlpi, cu o deschidere în partea superioară, care servește ca fereastră și coș deopotrivă.

## Tradiții
Peste tot în Caucaz se găsesc urmele unui sistem patriarhal bazat pe clanuri și al unei organizări tribale a societății. Aceste trăsături au fost mai bine păstrate la munteni. În orice caz, sistemul tribal, în general, este în curs de a-i lăsa locul sistemului de comunități țărănești. 
Raporturile feudale au fost dezvoltate mai ales în Georgia, Azerbaidjan, Armenia, precum și în câteva părți din nordul Caucazului. 

## Religie
Tradițional, cele mai importante religii din Caucaz au fost islamul (răspândit mai ales printre grupurile turcice), creștinismul, reprezentat de Biserica Ortodoxă Răsăriteană (în primul rând de georgieni) și de Biserica Gregoriană Armeană. A treia religie a fost Iudaismul. Mai există și numeroase secte minoritare.

## Dominația sovietică
În perioada sovietică, întreaga regiune a fost influențată puternic de modul de viață, cultura și civilizația ruse. Transcaucazia a cunoscut o dezvoltare rapidă și considerabilă în domeniul industriei grele: hidroelectrică, de petrol și gaze naturale, de metalurgie, de chimie, de mașini și echipamente industriale, de textile. 
Pași foarte importanți au fost făcuți în agricultură, în creșterea animalelor, în industria alimentară, în viticultură etc. 
În cursul celor 70 de ani de regim sovietic, Transcaucazia a fost practic transformată de la o regiune preponderent agricolă, într-o zonă industrială și urbană dezvoltată. 

## Istoria medievală
De-a lungul veacurilor, Transcaucazia deseori a jucat rolul unei zone tampon între imperiile rivale: roman și parțian, bizantin și arab (respectiv otoman), persan și rus. 
Cele două mai importante regate semi-independente în cursul istoriei acestei regiuni, au fost cel al Georgiei, la est (secolele al X-lea – al XIII-lea ale erei noastre) și cel al Armeniei (secolul I înaintea erei noastre), la sud. Ambele au fost convertite la creștinism și, în pofida faptului că au devenit subiecte ale Imperiilor otoman, respectiv persan, nu și-au schimbat religia. În secolele al III-lea – al IV-lea, creștinismul s-a răspândit și pe teritoriul Azerbaidjanului. 
Când a fost cucerit de arabi, Azerbaidjanul a devenit o parte a Califatului arab sub denumirea de Vilaietul Aran. În această perioadă, Islamul devine principala religie a Azerbaidjanului, punând bazele unor noi tradiții și culturi. Azerii, ca și alte națiuni care au adoptat Islamul, se numeau musulmani și contribuiau la propășirea culturii musulmane. În epoca aceea Azerbaidjanul a îmbogățit tezaurul civilizației mondiale, dând lumii mulți savanți, poeți și arhitecți iluștri.

## Imperiul Rus
Rusia a intrat în posesia teritoriilor nordice ale Transcaucaziei spre sfârșitul secolului al XVIII-lea, reușind, începând cu anul 1830, să controleze aproape întreaga regiune.
Sub stăpânirea țaristă, în regiune a pătruns educația occidentală, profitând și de relativa prosperitate a Imperiului rusesc în timp de pace. 
Rusia a făcut mari investiții în câmpurile bogate în petrol din estul Azerbaidjanului, mai ales spre finele secolului al XIX-lea. 

## Independența și Transcaucazia roșie
După Revoluția socialistă rusă din 1917, Azerbaidjanul, Armenia și Georgia s-au bucurat, pentru foarte puțin timp, de o oarecare independență, după care au fost constrânse, la începutul anului 1929, de către Armata Roșie, să se încorporeze în Uniunea Sovietică. 
Sub regimul sovietic, Transcaucazia a fost administrată ca o singură entitate - Republica Sovietică Federală Socialistă Transcaucaziană - până în 1936, când a fost împărțită în trei republici unionale: Azerbaidjanul, Armenia și Georgia. Odată cu destrămarea URSS-ului, Azerbaidjanul, Armenia și Georgia au devenit state total independente.